# 中村正寿
中村 正寿（なかむら まさとし、1989年1月24日 - ）は、日本の元ラグビー選手。

## プロフィール
- 福岡県福岡市出身。
- 現役時代のポジションはスクラムハーフ(SH)。
- 身長 165cm、体重 64kg
- ニックネームはまさ、まぁ～君、うんまらさん、マー坊。
- U20日本代表スコッドに選ばれたことがある[1]。

## 略歴
ラグビーを5歳から始めた。
2007年、東福岡高校卒業後、日本大学に入学する。なお東福岡高校時代、高校日本代表候補に選ばれ、第30回高校東西対抗試合に西軍として出場した。
2010年、日本大学ラグビー部の副将に就任した。
2011年、日本大学卒業後、リコーブラックラムズ(現・リコーブラックラムズ東京)に加入。
2014年8月24日に行われたジャパンラグビートップリーグ第1節の神戸製鋼コベルコスティーラーズ戦に途中出場で公式戦初出場を果たす。
2024年、現役を引退した。